# UFC Fight Night: Blachowicz vs. Santos
UFC Fight Night: Błachowicz vs. Santos (também conhecido como UFC Fight Night 145 ou UFC on ESPN+ 3) foi um evento de MMA produzido pelo Ultimate Fighting Championship no dia 23 de fevereiro de 2019, no O2 Arena, em Praga, República Tcheca.

## Background
O evento marcou a primeira visita do UFC a República Tcheca.
A luta dos meio-pesados entre o ex-campeão meio-pesado do KSW, Jan Błachowicz, e o brasileiro Thiago Santos serviram de luta principal da noite.
Darko Stosic estava programado para enfrentar Magomed Ankalaev no evento. Porém, Stosic saiu da luta no dia 23 de janeiro citando uma lesão. Ele foi substituído pelo estreante brasileiro Klidson Abreu.
Sam Alvey era esperado para enfrentar Gadzhimurad Antigulov no evento. Entretanto no dia 25 de janeiro, Alvey foi chamado para substituir uma outra luta no UFC 234 e a luta foi cancelada.
Ramazan Emeev iria enfrentar Michel Prazeres neste evento, mas no dia 04 de fevereiro, Emeev saiu do combate devido a uma lesão. Foi substituído pelo estreante Ismail Naurdiev.
Nas pesagens, Carlos Diego Ferreira e Klidson Abreu falharam ao bater o limite de suas categorias. Ferreira pesou 157 libras (71,2 kg) ficando 1 libra acima do limite dos leves em lutas que não valem o cinturão de 156 libras (70,8 kg). Enquanto, Abreu pesou 209 libras (94,8 kg) ficando 3 libras acima do limite dos meio-pesados em lutas que não valem o cinturão de 206 libras (93,4 kg). Ferreira e Abreu foram punidos com a perda de 20% de suas bolsas que foram para seus oponentes, Rustam Khabilov e Magomed Ankalaev. 

## Bônus da Noite
Os lutadores receberam $50.000 de bônus:
- Luta da Noite: Não houve lutas premiadas.
- Performance da Noite:  Thiago Santos , Stefan Struve,  Michał Oleksiejczuk e  Dwight Grant